# Club San Luis (rugby)
La sección de rugby del Club San Luis es una de las secciones deportivas del Club San Luis, de la ciudad argentina de La Plata.
Fue fundado el 15 de diciembre de 1961 y está asociado a la Unión de Rugby de Buenos Aires y a Unión Argentina de Rugby. Fue fundado en el Colegio San Luis de La Plata de los Hermanos Maristas. 
La inscripción formal del club en la Unión Argentina de Rugby (UAR) corrió por cuenta de los clubes Pueyrredón y Buenos Aires Cricket & Rugby Club. El avance y desarrollo del San Luis en su década inicial fue vertiginoso, registrando su primer ascenso a 2.ª división tan sólo ocho años después de su fundación.
De este club han surgido el jugador con más presencias en el seleccionado, Agustín Creevy.
Fue campeón compartido con San Cirano en el Nacional de Clubes en 1998.

## Uniforme
- Uniforme titular: Camiseta cuartelado roja y azul, pantalón blanco, medias rojas.
- Uniforme suplente: Camiseta cuartelada azul, roja, blanca y celeste, pantalón rojo y medias rojas.

## Palmarés

### Torneos nacionales
- Título compartido del Nacional de Clubes con San Cirano (1):  1998. El resultado fue 22-22, estando los dos de acuerdo en compartir el título.

## Jugadores destacados
- Agustín Creevy Jaguares (Super Rugby) (Jugador con máxima presencias como capitán de los Pumas).
- Rodrigo Campoamor Seleccionados Juveniles de Argentina
- Stéfano Giantorno. Selección de Brasil (JJ.OO Río 2016)